# Dimotiki Kinotita
Dimotiki Kinotita (griechisch Δημοτική Κοινότητα, Pl. Δημοτικές Κοινότητες Dimotikés Kinótites) bezeichnet in Griechenland als lokale Gebietskörperschaft die unterste Ebene der Kommunalen Selbstverwaltung.
Gemäß dem Kallikratis-Programm wurde mit der Verwaltungsreform zum 1. Januar 2011 der Begriff Dimotikí Kinótita zur Unterscheidung zur ländlich geprägten Topikí Kinótita (Τοπική Κοινότητα ‚Ortsgemeinschaft‘) eingeführt; für lokale Gebietskörperschaften mit mehr als 2000 Einwohnern auf dem Festland, mit mehr als 1000 Einwohnern auf den Inseln sowie als Unterteilung von Städten mit mehr als 100.000 Einwohnern.
Die Unterscheidung von Topikí Kinótita und Dimotikí Kinótita entfiel mit Inkrafttreten des „Kleisthenis-I-Programms“ zum 1. September 2019 und wurde unabhängig von der Einwohnerzahl einzig durch die Bezeichnung Kinotita ersetzt.
Das Gesetz 4804 aus dem Jahr 2021 zu Bestimmungen der Wahl von Regional- und Kommunalbehörden («Εκλογή Δημοτικών και Περιφερειακών Αρχών και λοιπές διατάξεις.») hatte die Umbenennung von Kinótita und die erneute Einführung des Begriffs Dimotikí Kinótita für die lokalen Gebietskörperschaften unabhängig der Einwohnerzahl zur Folge. Zusätzlich regelt es geringfügig die Zusammensetzung der lokalen Versammlung bei eingeschränkter Autonomie. Der Vorsitzende (πρόεδρος próedros) wird von der Liste bestimmt, die die meisten Stimmen erhalten hat. Die Versammlungsmandate sind abhängig der Anzahl ihrer Einwohner.
| Einwohnerzahl | Mandate         |
| ------------- | --------------- |
| < 300         | nur Vorsitzende |
| 301–2.000     | 3               |
| 2.001–10.000  | 5               |
| 10.001–50.000 | 11              |
| > 50.000      | 15              |

Die Dimotikés Kinótites finden sich in der LAU-1-Ebene (meist Kommunalverbände/Großgemeinden) der griechischen NUTS-Gliederung für die EU-Statistik.